# Николаевка (Вышгородский район)
Николаевка (укр. Миколаївка) — село, входит в Вышгородский район Киевской области Украины.
Население по переписи 2001 года составляло 170 человек. Почтовый индекс — 07334. Телефонный код — 4596. Занимает площадь 0,7 км². Код КОАТУУ — 3221884403.

## Местный совет
07323, Київська обл., Вишгородський р-н, с.Литвинівка, вул.Леніна,1